# Equazione di Lagrange
In matematica, l'equazione di Lagrange, anche nota come equazione di d'Alembert o equazione di d'Alembert-Lagrange, che prende il nome da Jean d'Alembert e Joseph Louis Lagrange, è un'equazione differenziale del primo ordine della forma:
{\displaystyle y=xf(y')+g(y')}
dove {\displaystyle f} e {\displaystyle g} sono funzioni reali derivabili note. La precedente è talvolta ottenuta riducendo (se possibile) l'equazione:
{\displaystyle h(y')=x\,f(y')+y\,g(y')}
Un caso particolare è l'equazione di Clairault.

## Metodo risolutivo
Ponendo {\displaystyle y'=z}, si riscrive:
{\displaystyle y=xf(z)+g(z)}
Derivando rispetto a {\displaystyle x}, si ottiene:
{\displaystyle z-f(z)={\frac {dz}{dx}}[xf'(z)+g'(z)]}
Se il primo termine, uguagliato a zero, ha delle radici {\displaystyle z_{1},\cdots ,z_{n}}, la funzione {\displaystyle z'} è nulla per quei valori. Si hanno quindi delle soluzioni particolari:
{\displaystyle y=z_{k}x+g(z_{k})\qquad k\in \{1,\cdots ,n\}}
Laddove {\displaystyle f(z)} è diversa da {\displaystyle z}, si può riscrivere l'equazione derivata come:
{\displaystyle {\frac {dx}{dz}}=x{\frac {f'(z)}{z-f(z)}}+{\frac {g'(z)}{z-f(z)}}\qquad *}
che è un'equazione differenziale lineare del primo ordine in {\displaystyle x}, la cui soluzione può essere ricercata con i metodi usuali. Sia {\displaystyle x=h(z,C)} tale soluzione; allora la soluzione parametrica dell'equazione di d'Alembert è:
{\displaystyle \left\{{\begin{matrix}&{x=h(z,C)}\\&{y=f(z)h(z,C)+g(z)}\qquad **\\\end{matrix}}\right.}

### Esempio
Sia dato:
{\displaystyle y=xy'^{2}+{\frac {3}{2}}y'^{2}-y'^{3}}
Per trovare le soluzioni di {\displaystyle z-f(z)}:
{\displaystyle z-z^{2}=0\Rightarrow z\in \{0,1\}}
le soluzioni particolari sono:
{\displaystyle \left\{{\begin{matrix}&{y=0}\\&{y=x+{\frac {1}{2}}}\\\end{matrix}}\right.}
Applicando la {\displaystyle *} si ottiene la scrittura:
{\displaystyle {\frac {dx}{dz}}={\frac {2x}{1-z}}+3{\frac {z-z^{2}}{z-z^{2}}}}
la cui soluzione è:
{\displaystyle x=z-1+{\frac {1+c}{(z-1)^{2}}}}
Sostituendo nella {\displaystyle **} si ha:
{\displaystyle \left\{{\begin{matrix}&{x=z-1+{\frac {1+c}{(z-1)^{2}}}}\\&{y=z^{2}\left(z-1+{\frac {1+c}{(z-1)^{2}}}\right)+{\frac {3}{2}}z^{2}-z^{3}}\\\end{matrix}}\right.}
È possibile eliminare la z risolvendo una delle due equazioni sopra, e sostituendo. Ad esempio, la prima ha come soluzione reale
{\displaystyle z={}^{3}{\sqrt {{\frac {\sqrt {(c+1)(27+27c-4x^{3})}}{6{\sqrt {3}}}}+{\frac {2x^{3}-27c-27}{54}}}}+{\frac {x^{2}}{9{}^{3}{\sqrt {{\frac {\sqrt {(c+1)(27+27c-4x^{3})}}{6{\sqrt {3}}}}+{\frac {2x^{3}-27c-27}{54}}}}}}+{\frac {1}{3}}(x+3)}
È evidente il motivo per cui, a parte fortunate eccezioni, si preferisce lasciare le soluzioni come parametriche.